# Plasty se zkrácenou životností
Plasty se zkrácenou životností jsou polymery syntetického nebo přírodního původu jejichž organické součásti se rozkládají některým z níže uvedených procesů:
- chemodegradace
- fotodegradace
- termická degradace
- biodegradace

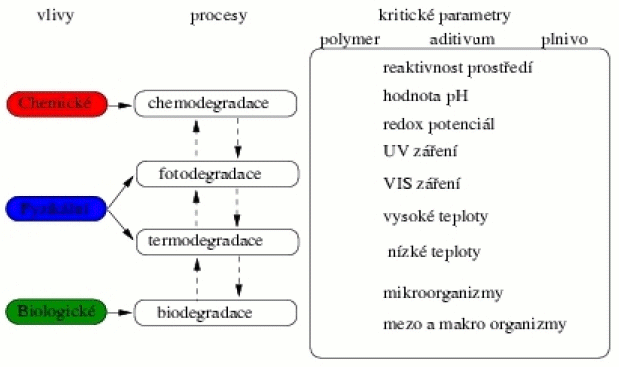
Rozdělení vlivů, které se mohou podílet na degradaci plastických hmot se zkrácenou životností

Šedesát procent veškerých organických součástí v plastu se zkrácenou životností se rozloží v průběhu šesti měsíců. Podmínky a rychlost rozkladu jsou měřeny na základě standardních testů.
Plasty se zkrácenou životností mohou být vyráběny jak z obnovitelných, tak z fosilních zdrojů. Pro některé aplikace je nutné plasty z přírodních materiálů na bázi škrobu nebo polymléčné kyseliny kombinovat s plasty vyráběnými standardními postupy z fosilních zdrojů. V tabulce níže jsou uvedeny příklady plastů se zkrácenou životností. Obrázek číslo dvě pak zobrazuje existenční cyklus plastů se zkrácenou životností. Důležitým cílem vývoje výrobků na bázi plastů se zkrácenou životností jsou smysluplné oblasti jejich využití, kde lze jejich dobu odbourávání využít pro ekologické nebo ekonomické výhody. Příklady produktů na bázi plastů se zkrácenou životností pro zemědělství, obalové materiály a zdravotnictví jsou:
- jednorázové kořenáče,
- mulčovací fólie,
- kompostovatelné odpadové sáčky,

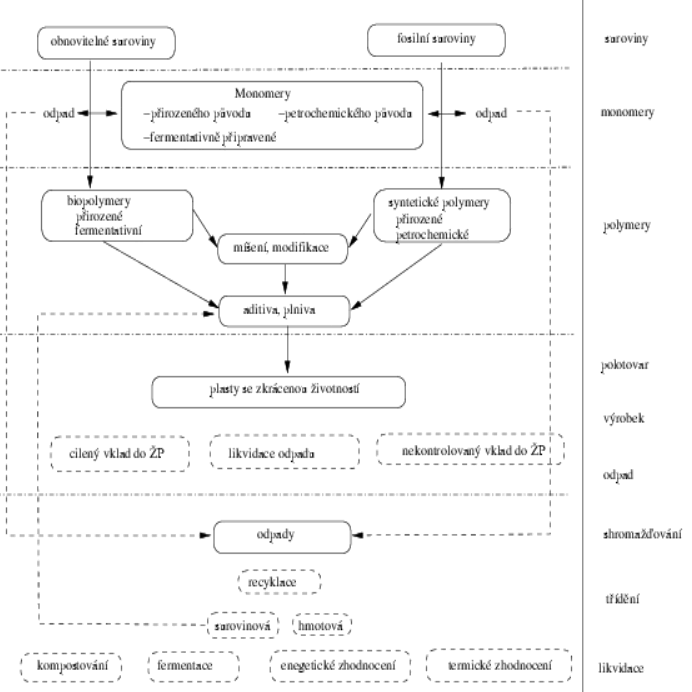
Cyklus plastů se zkrácenou životností

- redukce následných nákladů například (resorbovatelné plasty),
- kontrolované uvolňování chemikálií do přírodního prostředí (pesticidy).

U plastů se zkrácenou životností je třeba garantovat, aby jejich snadná rozložitelnost neovlivňovala funkční vlastnosti plastu. Rozložitelnost plastu musí zvýšit užitné vlastnosti použitého materiálu.
Výroba plastů se zkrácenou životností
| postup výroby/surovina                                 | příklady polymerů/plasty                                    |
| ------------------------------------------------------ | ----------------------------------------------------------- |
| chemická syntéza na bázi fosilních zdrojů              | polyester, polyesteramid, polyvinylalkohol                  |
| přímá fermentační syntéza                              | kyselina polyhydroxymáselná (PHB), polyhydroxvalerová (PHV) |
| syntetická modifikace polymerů přírodního původu       | deriváty škrobu a celulózy                                  |
| směsné plasty na bázi obnovitelných a fosilních zdrojů | škrobové blendy                                             |
| chemická syntéza biotechnologicky vyrobených surovin   | polymléčná kyselina (PLA)                                   |